# Henk Rang
Hendrik Johan (Henk) Rang (Amsterdam, 4 augustus 1931) is een Nederlands voormalig politicus namens D66.
Rang was als chemicus werkzaam bij DSM. In 1970 werd hij lid van de Provinciale Staten van Limburg nadat een van de verkozenen van zijn partij de zetel niet aanvaardde. In 1971 leek hij in eerste instantie direct verkozen tot lid van de Eerste Kamer maar door een fout in de telling in de provincie Zeeland verloor D66 deze zetel aan de KVP. Rang kwam echter alsnog in de Kamer omdat een van de verkozenen van zijn partij de zetel niet aanvaardde. In de Kamer hield hij zich bezig met financieel-economische en met Europese zaken. In 1973 pleitte hij voor een minister voor energiebeleid en in 1974 riep hij op tot verkoop van de staatsmijnen. Rang zat tot 1977 in de Eerste Kamer.
Van 1972 tot 1981 was Rang directeur van het Bouwcentrum in Rotterdam. Hij was in 1978 lijsttrekker bij de verkiezingen voor de Rijnmondraad waar D66 van nul naar vijf zetels ging. Rang was tot 1982 fractievoorzitter in de Rijnmondraad. In 1981 behaalde hij zijn doctoraal rechten bij de Erasmus Universiteit Rotterdam. Als jurist was hij van 1982 tot zijn pensionering in 1992 werkzaam voor de Provincie Drenthe. Hij werd bij zijn afscheid gedecoreerd tot Officier in de Orde van Oranje Nassau.
- Parlement.com: vg09llgqn1q9